# Alfred Weber
Pour les articles homonymes, voir Weber.
Alfred Weber (30 juillet 1868 à Erfurt, province de Saxe - 2 mai 1958 à Heidelberg, Bade-Wurtemberg, Allemagne) est un économiste et un sociologue dont les travaux ont influencé la géographie économique moderne.

## Biographie
Frère du sociologue Max Weber, Alfred Weber s'est interrogé sur les logiques de la localisation des industries. Professeur à Berlin en 1895, puis à Prague et enfin à Heidelberg, il publie en 1909 La Théorie de la localisation des industries ((de) Über den Standort der Industrien) qui tente, comme Von Thünen l'avait fait pour les activités agricoles, de définir un modèle explicatif d'un phénomène d'industrialisation qui s'accroît en ce début de XXe siècle.
Weber envisage le cas d'une entreprise isolée qui désire s'installer là où ses coûts sont minimisés. Il définit alors les facteurs qui peuvent intervenir dans ce choix. Son modèle considère la production de fonte. L'entrepreneur a besoin de charbon à coke, de minerai de fer et de calcaire et va donc s'interroger sur la meilleure localisation de son usine. Soit près du charbon, des mines de fer ou du marché de consommation. Weber calcule un indice matériel qui est le rapport en poids entre les intrants (inputs) localisés (ceux qui n'existent pas partout, donc différents des intrants ubiquistes) et les extrants (marché, clientèle, etc.) Si le charbon possède un indice supérieur à 3, il faut se localiser près de cette source. À l'inverse, dans le cas de la bière qui demande beaucoup d'eau (indice 0,2), l'entreprise doit s'approcher d'abord du marché de consommation.
On a reproché à Weber de mettre trop l'accent sur les transports et donc de privilégier les entreprises à matières premières pondéreuses. Dans ce cas, la théorie se vérifie (bassins houillers de la révolution industrielle, littoralisation de la sidérurgie). Au XXIe siècle, les coûts de main-d'œuvre deviennent prépondérants dans les localisations industrielles, ce qui contredit le modèle d'origine, même si Weber les avait envisagés à son époque. De plus, et c'est là sans doute le lot de beaucoup d'études théoriques, peu d'industries ont réalisé des études de ce type pour décider de leur implantation.
L'analyse de Weber a donné naissance au célèbre problème de Weber qui est une généralisation du problème du point de Fermat. Le problème du triangle de Fermat consiste à localiser un point D par rapport à trois points A, B et C de façon à minimiser la somme des distances entre D et chacun des trois autres points, tandis que le problème du triangle de Weber consiste à localiser un point D par rapport à trois points A, B et C de façon à minimiser la somme des coûts de transport entre D et chacun des trois autres points. Il faut noter que le problème du triangle de Weber a été formulé pour la première fois par Thomas Simpson en 1750, mais il a été popularisé par Alfred Weber en 1909.
Alfred Weber a participé en 1930 au troisième cours universitaire de Davos, avec de nombreux autres intellectuels français et allemands. Il vécut avec l'économiste allemande Else von Richthofen, sœur de Frieda von Richthofen.

## Publications
- Über den Standort der Industrie, 1909
- Ideen zur Staats - und Kultursoziologie, 1927
- Kulturgeschichte als Kultursoziologie, 1935
- Einführung in die Soziologie, 1955
- Alfred Weber-Gesamtausgabe, 10 vols., 1997-2003